# Богоев, Ксенте
Ксенте Богоев (макед. Ксенте Богоев; 20 октября 1919, село Леуново, Королевство сербов, хорватов и словенцев — 20 апреля 2008, Скопье, Македония) — югославский и македонский экономист, политический и государственный деятель.
Окончил Белградский университет и получил докторскую степень по экономике. Затем был профессором и деканом экономического факультета Университета в Скопье, ректором этого университета (1965—1967), председателем Исполнительного совета Собрания СРМ (1968—1974), председателем Народного банка СФРЮ (1977—1981), членом Президиума СРМ, членом и президентом Македонской академии наук и искусств (1992—1999).
Он опубликовал около 250 работ в области экономики. Лауреат многочисленных наград и премий.